# Spetsbegonia
Spetsbegonia (Begonia acutifolia) art i familjen begoniaväxter från Kuba och Jamaica. Den odlas som krukväxt i Sverige.

## Synonymer
- Begonia acuminata Dryand.